# Acacia sciophanes
Acacia sciophanes é uma espécie de leguminosa do gênero Acacia, pertencente à família Fabaceae.